# دانیل سیگلوند
دانیل سیگلوند (انگلیسی: Daniel Sjölund؛ زادهٔ ۲۲ آوریل ۱۹۸۳) بازیکن فوتبال اهل فنلاند است. وی در خط میانه و در پست هافبک بازی می‌کند.
از باشگاه‌هایی که در آن بازی کرده‌است می‌توان به باشگاه فوتبال لیورپول، باشگاه فوتبال وستهام یونایتد، باشگاه فوتبال دیورگاردن، و باشگاه فوتبال نورشوپینگ، باشگاه فوتبال وستهام یونایتد، باشگاه فوتبال دیورگاردن، و باشگاه فوتبال دیورگاردن، اشاره کرد.
وی همچنین در تیم ملی فوتبال زیر ۲۱ سال فنلاند و ۳۷ بار برای تیم ملی فوتبال فنلاند بازی کرده‌است.